# Leichtathletik-Weltmeisterschaften 2022/Teilnehmer (Republik Moldau)
| Gelbes Symbol für Goldmedaillen mit stilisierten Olympischen Ringen | Graues Symbol für Silbermedaillen mit stilisierten Olympischen Ringen | Braundes Symbol für Bronzemedaillen mit stilisierten Olympischen Ringen |
| ------------------------------------------------------------------- | --------------------------------------------------------------------- | ----------------------------------------------------------------------- |
| -                                                                   | -                                                                     | -                                                                       |

Der Leichtathletikverband der Republik Moldau nahm an den Leichtathletik-Weltmeisterschaften 2022 in Eugene teil. Drei Athletinnen und zwei Athleten wurden vom Verband der Republik Moldau nominiert.

## Ergebnisse

### Männer

#### Sprung/Wurf
| Athlet           | Disziplin  | Qualifikation | Qualifikation | Finale     | Finale |
| Athlet           | Disziplin  | Weite/Höhe    | Platz         | Weite/Höhe | Platz  |
| ---------------- | ---------- | ------------- | ------------- | ---------- | ------ |
| Serghei Marghiev | Hammerwurf | 74,17 m       | 15            | DNQ        | DNQ    |
| Andrian Mardare  | Speerwurf  | 80,83 m       | 10            | 82,26 m    | 07     |

### Frauen

#### Sprung/Wurf
| Athletin            | Disziplin   | Qualifikation | Qualifikation | Finale     | Finale |
| Athletin            | Disziplin   | Weite/Höhe    | Platz         | Weite/Höhe | Platz  |
| ------------------- | ----------- | ------------- | ------------- | ---------- | ------ |
| Dimitriana Bezede   | Kugelstoßen | 16,99 m       | 24            | DNQ        | DNQ    |
| Alexandra Emilianov | Diskuswurf  | 60,67 m SB    | 13            | DNQ        | DNQ    |
| Zalina Marghieva    | Hammerwurf  | 69,73 m       | 17            | DNQ        | DNQ    |